# Katedra Filologii Klasycznej Uniwersytetu Łódzkiego
Katedra Filologii Klasycznej Uniwersytetu Łódzkiego (KFK UŁ) – katedra Uniwersytetu Łódzkiego założona w maju 1945 roku przez prof. Jana Oko. W roku 1953 stała się Zakładem Filologii Klasycznej UŁ i po dziesięciu latach (w roku 1963) ponownie przywrócona do praw Katedry. Istnieje jako samodzielna jednostka uniwersytecka do dnia obecnego.
Przy Katedrze afiliowane jest czasopismo Collectanea Philologica.

## Poczet kierowników
1. dr Jan Oko (1945–1946) – Katedra Filologii Klasycznej
2. dr hab. Rajmund Gostkowski (1946) – kurator
3. dr Jerzy Schnayder (1946–1953)
4. dr Marian Golias (1953–1963) – Zakład Filologii Klasycznej
5. prof. dr hab. Stefan Oświecimski (1963–1976) – Katedra Filologii Klasycznej
6. prof. dr hab. Bohdan Wiśniewski (1976–1996)
7. prof. dr hab. Ignacy Ryszard Danka (1996–2005)
8. dr hab. Jadwiga Czerwińska (2005–2009)
9. dr hab. Hanna Zalewska-Jura (2009–2012)
10. dr hab. Joanna Sowa (od 2012)

## Struktura organizacyjna[2]

### Zakład Hellenistyki i Religioznawstwa
Samodzielni pracownicy naukowi:
- dr hab. Idaliana Kaczor – kierownik Zakładu
- dr hab. Joanna Rybowska
- dr hab. Joanna Sowa
- dr hab. Hanna Zalewska-Jura

### Zakład Latynistyki i Językoznawstwa
Samodzielni pracownicy naukowi:
- dr hab. Zbigniew Danek – kierownik Zakładu
- prof. dr hab. Krzysztof Tomasz Witczak
- dr hab. Elwira Kaczyńska

## Pracownicy naukowo-dydaktyczni katedry w latach 1945–2010
- Wanda Amarantidou
- Jan Braun
- Leon T. Błaszczyk
- Yvonne Borowski
- Marta Czapińska
- Jadwiga Czerwińska
- Ignacy Ryszard Danka
- Maria Celina Dąbrowska
- Marian Golias
- Adrianna Grzelak-Krzymianowska
- Danuta Jędrzejczak
- Bożena Janina Kamińska
- Anna Maria Komornicka
- Magdalena Koźluk
- Jadwiga Kruszewska
- Anna Maciejewska
- Józef Macjon
- Danuta Miksa
- Stefan Młodecki
- Beniamin Nadel
- Jan Oko
- Henryka Pawlak
- Tamara Roszak
- Joanna Rybowska
- Jerzy Schnayder
- Tamara Simla
- Mieczysław Michał Smokowski
- Urszula Śmiałkowska
- Bohdan Wiśniewski
- Witold Wróblewski

## Znani studenci i absolwenci filologii klasycznej Uniwersytetu Łódzkiego
- Leon T. Błaszczyk
- Maria Dzielska
- Jerzy R. Kaczyński
- Anna Kamieńska
- Maciej Kokoszko
- Leszek Kołakowski
- Tadeusz Kotula